# Frank Van der Stucken
Frank Valentine Van der Stucken, né à Fredericksburg (Texas) le 15 octobre 1858 et mort à Hambourg (Allemagne) le 16 août 1929, est un compositeur et chef d'orchestre américain, grand défenseur de la musique américaine. 

## Biographie
Frank Van der Stucken nait d'un père qui avait émigré de Belgique et qui ramena sa famille à Anvers dès 1865. Il étudia le violon auprès d'Émile Wambach et la composition avec Peter Benoit. Il s'installa ensuite à Leipzig où il étudia avec Carl Reinecke et Edvard Grieg.
En 1883, Liszt organise une série de concerts de ses œuvres à Weimar.
Van der Stucken retourna aux États-Unis en 1884. Il dirigea à New York, en 1885, le premier concert consacré exclusivement aux œuvres de compositeurs américains, et recommença à Paris en 1889. Il fut invité à prendre la direction de l'Orchestre symphonique de Cincinnati en 1895, dont il fut le premier chef, jusqu’en 1907 - date à laquelle il retourna en Allemagne. Il mourut à Hambourg en 1929.
On retient notamment de son œuvre son Prologue symphonique sur la tragédie William Ratcliff d'Heinrich Heine.